# New French Extremism
« New French Extremism », ou « New French Extremity », est une classification cinématographique proposée par le journaliste américain James Quandt, et reprise par le critique de cinéma britannique Jonathan Romney, pour qualifier et décrire une génération de films, jugés transgressifs et violents, de réalisateurs français de la fin du XXe siècle et du début du XXIe siècle.

## Films et auteurs
James Quandt inclut dans ce courant François Ozon, Gaspar Noé, Catherine Breillat, Bruno Dumont, les films Trouble Every Day de Claire Denis, Intimité de Patrice Chereau, Le Pornographe de Bertrand Bonello, Dans ma peau de Marina de Van, Pola X de Leos Carax, La Vie nouvelle et Sombre de Philippe Grandrieux, Choses secrètes de Jean-Claude Brisseau, La Chatte à deux têtes de Jacques Nolot, Baise-moi de Virginie Despentes et Coralie Trinh Thi.
Le mouvement est aussi lié aux films horrifiques français dits des « French Frayeurs » porté par Martyrs de Pascal Laugier, Frontière(s) de Xavier Gens, À l’intérieur d'Alexandre Bustillo et Julien Maury, Ils de David Moreau et Xavier Palud et Haute tension d'Alexandre Aja.
Jonathan Romney inclut, lui, les films Demonlover d'Olivier Assayas, Ma mère de Christophe Honoré et Process de C.S. Leigh.